# Rhyacophila furca
Rhyacophila furca är en nattsländeart som beskrevs av Hwang och Tian 1982. Rhyacophila furca ingår i släktet Rhyacophila och familjen rovnattsländor. Inga underarter finns listade i Catalogue of Life.